# Тоні Брекстон
То́ні Міше́ль Бре́кстон (англ. Toni Michelle Braxton; нар. 7 жовтня 1967, Сіверн, Меріленд, США) — американська співачка в стилі ритм-н-блюз, поп і соул, авторка пісень і акторка. Відома хітами «Un-Break My Heart», «Breathe Again», «Spanish Guitar», «He wasn't Man Enough». Володарка 7 премій «Греммі» та інших престижних музичних нагород. Одна з найуспішніших виконавиць 1990-х.
Старша з шістьох дітей у сім'ї Брекстон. Її батько був священником, що позначилося на суворому релігійному вихованні дітей. Тоні вперше почала публічно співати в церковному хорі. Відвідувала державний університет Бауї (англ. Bowie State University), щоб отримати вчительський ступінь, але пізніше вирішила зайнятися музичною кар'єрою.

## Кар'єра

### The Braxtons
Тоні і четверо її молодших сестер (Трейсі, Тріна, Тоуанда і Теймар) почали виступати як гурт The Braxtons в кінці 1980-х і підписали контракт з лейблом Arista Records в 1989 році. Їх перший сингл, «Good Life», вийшов в 1990 році. Він не виявився комерційно успішним, але привернув увагу продюсерів і музикантів Антоніо Рейду і Кеннета «Бейбіфейса» Едмондс.
Рейд і Бейбіфейс запросили Тоні для запису демо-версії пісні «Love Shoulda Brought You Home», яка була написана ними для Аніти Бейкер (для саундтреку до фільму «Бумеранг» з Едді Мерфі), бо звучання її нижнього голосового регістру схоже зі звучанням Бейкер. Бейкер, вагітна в той момент, не записала цю пісню, але запропонувала, щоб її записала Брекстон. У Тоні, тим часом, вже був контракт з LaFace Records, лейблом Рейду і Бебіфейса і частиною Arista Records, з яким вона почала записувати свій перший сольний альбом.

## 1990-ті

### «Toni Braxton»
У червні 1993 року LaFace випускає перший однойменний альбом «Toni Braxton». Альбом досягає першої позиції американського чарту Billboard 200. Перший сингл «Another Sad Love Song» досягає сьомого і другого місць в Billboard Hot 100 і R&B Singles відповідно. Другий сингл «Breathe Again» потрапляє, в свою чергу, в першу п'ятірку Hot 100 і R&B Singles і на другу сходинку чарту Великої Британії. Інші сингли з альбому — «You Mean the World to Me», «Seven Whole Days» і «How Many Ways» — вийшли в 1994 році.
Дебютний альбом Брекстон отримав кілька престижних нагород, включаючи три премії «Греммі» (в номінації «Найкращий новий артист» та дві нагороди «Найкраще жіноче вокальне виконання в стилі ритм-н-блюз» у 1994 і 1995 році). Вона також виграла дві нагороди American Music Awards в 1994 і одну в 1995 році.
Альбом «Toni Braxton» сертифікований як восьмикратно платиновий.

### «Secrets»
У 1996 році випускає свій другий і найбільш комерційно успішний альбом — «Secrets». Крім Бебіфейса, Тоні працювала над альбомом спільно з Ар Келлі, Тоні Річем і Девідом Фостером. Брекстон також виступила одним з виконавчих продюсерів альбому і написала в співавторстві дві пісні для нього, включаючи сингл 1997 року «How Could an Angel Break My Heart». Цей сингл пізніше увійшов у меморіальний альбом, присвячений принцесі Діані, «Diana Princess of Wales Tribute».
Завдяки «You're Makin' Me High», першого синглу з альбому, який став для Брекстон першим номером один в чарті Hot 100, альбом досяг другого рядка чарта Billboard 200. «You're Makin' Me High» очолював ритм-н-блюзові чарти два тижні і мав подібний успіх в Європі і Азії.
Другий сингл з альбому, пісня «Un-Break My Heart», написана Дайан Воррен і пізніше стала візитною карткою Тоні, став найуспішнішим в її кар'єрі, провівши одинадцять тижнів на першій сходинці Hot 100 і стільки ж очолюючи чарт Hot Dance Singles Sales і протягом чотирьох тижнів чарт Hot Dance Music/Club Play. Сингл також потрапив на другу сходинку національного чарту Великої Британії. Сингл став № 12 за всю історію в підсумковому ювілейному чарті «Hot 100 55th Anniversary» журналу Billboard, присвяченому 55-річчю головного хіт-параду США.
Іншими успішними синглами з альбому стали подвійний сингл «I don't Want To»/«I Love Me, Some Him», досяг першого рядка чарту Hot Dance Music/Club Play, і пісня «How Could an Angel Break My Heart», виконана спільно з Кенні Джі, з яким пізніше Брекстон здійснила турне.
Після 92 тижнів присутності в чартах, альбом «Secrets» був сертифікований як восьмикратно платиновий, ставши для Брекстон другим комерційно успішним альбомом.
Отримала дві премії Греммі за «Найкраще жіноче вокальне виконання в стилі поп» і «Найкраще жіноче вокальне виконання в стилі ритм-н-блюз», а також дві нагороди American Music Awards у номінаціях «Найкраща виконавиця у стилі соул і ритм-н-блюз» і «Найкращий альбом у стилі соул і ритм-н-блюз».

### Банкрутство і Бродвей
У 1998 році п'ятикратна володарка премії Греммі публічно заявила про своє банкрутство і борг розміром в 3,9 мільйона доларів США. Вся її власність, включаючи престижні нагороди, була виставлена на торги, щоб розплатитися з кредиторами.
В той час як тривав судовий розгляд, Брекстон, тим не менш, продовжила свою кар'єру, втілюючи свою акторську мрію. Брекстон запропонували роль Бель, красуні в мюзиклі Діснея «Красуня і Чудовисько», яку вона з успіхом виконувала з вересня 1998 року по лютий 1999 року на Бродвеї. Тоні Брекстон стала першою афроамериканкою, яка виконала провідну роль в діснеївському мюзиклі.
На початку 1999 року Брекстон і компанія LaFace вирішили свій юридичний конфлікт абсолютно новим контрактом, згідно з яким співачка продовжить записуватися для лейбла і отримає гонорар у розмірі 25 мільйонів доларів. Однак, попри врегулювання юридичних проблем з компанією, її наступні альбоми мали набагато менший комерційний успіх.

## 2000-ті

### «The Heat»
У січні 2000 року LaFace Records випускає «He wasn't Man Enough», перший сингл з третього студійного альбому Брекстон «The Heat». У червні пісня дісталася до другого місця в чарті Hot 100. Відео для пісні було номіновано на отримання нагороди MTV Video Music Awards за «Найкраще жіноче відео» і «Найкраще відео в стилі ритм-н-блюз» і нагороду Billboard Music Video Awards в номінації «Найкращий кліп року в стилі ритм-н-блюз». Альбом «The Heat» вийшов 25 квітня 2000 року, дебютувавши на другій сходинці Billboard 200 з кількістю продажів 205 тисяч копій за перший тиждень, і залишався у головній двадцятці чарту протягом п'ятнадцяти тижнів поспіль.
В процесі написання свого третього студійного альбому Брекстон знову працювала з продюсерами Бейбіфейсом і Фостером, а також з Родні Джеркінсом і новим музикантом і шанувальником Кері Льюїсом. Також Брекстон взяла участь у написанні і продюсуванні багатьох треків альбому.
Другий сингл з альбому, пісня «Just Be a Man About It», опинився лише 32-м в Hot 100 і 6-м в ритм-н-блюзових чартах. Третій сингл, балада «Spanish Guitar», досяг лише 98-го рядка Hot 100, але став першим у Hot Dance & Club Charts. Четвертий сингл, «Maybe», зупинився на 74-му місці в ритм-н-блюзових чартах і зовсім не потрапив в Hot 100.
Попри скромні комерційні успіхи синглів, до кінця того ж року альбом «The Heat» був сертифікований RIAA як двічі платиновий.
Брекстон очолила річні підсумкові чарти Billboard в номінаціях «Найкраща співачка в стилі ритм-н-блюз і хіп-хоп», «Найкращий жіночий альбом у стилі ритм-н-блюз і хіп-хоп» і «Найкраща пісня в стилі ритм-н-блюз і хіп-хоп в жіночому виконанні».
Співачка здобула премію «Aretha Franklin Award» 2000 року як «Артист року» на церемонії Soul Train Lady of Soul Awards.
Брекстон також була нагороджена своєю шостою статуетку Греммі за пісню «He wasn't Man Enough» в номінації «Найкраще жіноче вокальне виконання в стилі ритм-н-блюз». Її альбом також був номінований у категорії «Найкращий альбом у стилі ритм-н-блюз», але нагороду не отримав.
Альбом здобув нагороду American Music Awards як «Найкращий альбом у стилі соул і ритм-н-блюз» у 2001 році — це третя нагорода для Брекстон.

### «More Than a Woman» і відхід з Arista
В той час, як готувався випуск четвертого студійного альбому, Брекстон була вагітна своєю другою дитиною. Розуміючи, що вона не зможе як слід представляти і рекламувати свій новий альбом, Брекстон безуспішно просила лейбл відкласти його реліз на пізніше. Але альбом вийшов, як було заплановано раніше компанією, і не був достатньо прорекламований ні лейблом, ні самою Брекстон, яка переживала складну вагітність в постільному режимі. Брекстон звинуватила компанію в тому, що та не захотіла піти на компроміс і покарала її за те, що вона поставила свою сім'ю вище кар'єри. У телевізійному шоу на VH1 «Inside Out — Family Comes First» Брекстон підтвердила свою важку вагітність, що протікала під час випуску альбому.
Четвертий студійний альбом Тоні, «More Than a Woman», вийшов в листопаді 2002 року на лейблі LaFace/Arista і став останньою її роботою для цієї компанії. C комерційної точки зору альбом виявився провальним, оскільки він потрапив лише на 13-е місце за продажами в 97 тис. копій за перший тиждень.
Перший сингл, спродюсований The Neptunes, «Hit the Freeway», потрапив на 86-е місце в Hot 100 і не мав успіху в радіоефірі. Наступні два сингли, «A Better Man» і «Lies, Lies, Lies», також провалилися і не потрапили в Hot 100. Тим часом, промовініл з піснями «Give It Back» і «Let Me Show You the Way (Out)» був наданий клубним діджеям.
Перед випуском альбому між Брекстон і рекорд-продюсером Ирвом Готті розгорілася суперечка через те, що той публічно програвав незавершену версію пісні «No More Love», яку продюсував для альбому і яка повинна була стати першим синглом. З цієї причини Брекстон відмовилася випускати цей матеріал.
Після 14 років співпраці у квітні 2003 року Брекстон раптово покидає лейбл Arista і негайно підписує новий контракт з компанією Blackground Records (Universal Music Group), очолюваної Баррі Хэнкерсоном, її менеджером в той час (а також дядьком і колишнім менеджером покійної співачки Алії і колишнім чоловіком співачки Гледіс Найт). Така зміна обстановки, тим не менш, не допомогло її музичній кар'єрі. П'ятий студійний альбом «Libra» мав слабке просування з боку нового лейбла і відносно слабкі продажі.

### «Libra»
У квітні 2005 року Blackground випускає «Please» — перший сингл з майбутнього альбому «Libra». Сам альбом спочатку планувалося випустити в червні, але дата випуску потім кілька разів змінювалася і, врешті-решт, датою релізу було обрано 27 вересня. На жаль, на цей раз занепокоєння Брекстон з приводу слабкого просування альбому та невиконанням лейблом своїх зобов'язань не закінчилися. «Please» досягає 36-го місця в чарті Billboard R&B/Hip-Hop Tracks і не потрапляє в Hot 100.
Попри це, «Libra» все ж дебютує на 4-му місці Billboard 200 з 114593 проданими копіями за перший тиждень. Альбом також досягає 2-го місця в Billboard Top R&B/Hip-Hop Albums. Хоча подібні результати вельми пристойні для альбому без просування, вони все ж стають для Брекстон черговим комерційним розчаруванням.
Другий сингл, «Trippin' (that's the Way Love Works)», рідше потрапляв на радіо і досяг лише 67-го місця в чарті Billboard R&B/Hip-Hop Tracks. Цей провал приписали відсутності відеокліпу до пісні і належної підтримки з боку лейблу.
Тим не менш, альбом отримав золотий статус наприкінці 2005 року і був проданий у кількості 431 тис. копій до того часу.
Тим часом, Тоні Брекстон записала пісню «The Time of Our Lives», дует з групою Il Divo. Пісня стала офіційним гімном чемпіонату світу з футболу 2006 року і була виконана на його відкритті в Берліні 9 червня. Пісня була виконана на церемонії закриття, що зробило Тоні Брекстон і Il Divo першими виконавцями, які були запрошені на обидві церемонії: відкриття та закриття.
Гімн «The Time of Our Lives» досяг 17-го місця в національному чарті Німеччини. В результаті німецький лейбл Edel Records вирішив перевидати альбом «Libra» у Німеччині з новою композицією і новим оформленням.
У тому ж році співачка з'явилася у фінальному сезоні шоу American Idol 5, де виконала пісню «In the Ghetto» Елвіса Преслі з фаворитом шоу Тейлором Хіксом.

### Шоу в Лас-Вегасі
Тоні Брекстон відкрила своє шоу Toni Braxton: Revealed у готелі Flamingo Hotel and Casino в Лас-Вегасі 3 серпня 2006 року. Шоу було заплановано на шість ночей на тиждень до березня 2007 року. Пізніше Тоні підтвердила, що її концерти триватимуть по серпень 2007 року. Шоу стало першим в історії сольним виступом афроамериканського виконавця, яке потрапило в десятку найкращих шоу Лас-Вегаса. З причини успіху шоу Брекстон контракт Тоні був продовжений до серпня 2008 року. Однак, співачка була госпіталізована через болі в грудях у квітні 2008 року. Після цього шоу було закрито офіційно, бо співачка за наполяганням лікарів повинна була сконцентруватися на своєму здоров'ї.

### Відхід з Blackground
Брекстон була звільнена від зобов'язань за контрактом з лейблом Blackground після кількох судових розглядів зі своїм колишнім менеджером Баррі Хенкерсоном. 12 січня 2007 Тоні Брекстон подала до Окружного суду Манхеттена позов проти Хенкерсона на 10 млн доларів, звинувачуючи його в «шахрайстві, обмані і подвійних угодах» і псуванню її відносин з Arista Records. Згідно Брекстон, Хенкерсон ставив власні фінансові інтереси вище інтересів, робив двозначні заяви, щоб скомпрометувати відносини між нею і лейблом Arista, якого він нібито повідомив, що «Брекстон не бажає більше співпрацювати з Arista», в той час як самої Брекстон він повідомив, що «Arista більше не зацікавлена в роботі з нею». Брекстон також звинуватила Хенкерсона в приховуванні від неї облікових копій паперів і брехні з повідця угод, які він нібито чинив від її імені. Справа була врегульована рішенням, зобов'язуючим Брекстон повернути Хенкерсону отриманий аванс в 375 тис. доларів. Він також повинен був отримати свої відсотки від продажів її наступного альбому, і, в свою чергу, звільнити Брекстон від контрактних зобов'язань. Угода також обмежувало коло компаній, з якими Брекстон може укладати контракт.

### Участь у танцювальному телешоу
У серпні 2008 року було підтверджено участь Брекстон в сьомому сезоні телевізійного танцювального шоу-конкурсу Dancing with the Stars, в якому вона брала участь до 21 жовтня. Крім шоу Брекстон разом з іншими зірками проєкту взяла участь у зимовому турне з грудня 2008 по лютий 2009 року.

### Запис сьомого альбому
З осені 2007 року Брекстон періодично ділилася з пресою своїми планами з приводу запису і випуску нового, сьомого, студійного альбому. «На наступному альбомі я не буду робити що-небудь у стилі хіп-хоп. <…> Мені б хотілося попрацювати з Майклом Баблом. Мені б хотілося попрацювати з Родні Джеркинсом, Річем Харрісоном знову і, можливо, з Ne-Yo. Мені дійсно подобається його стиль», — сказала співачка в інтерв'ю інтернет-виданню Groovevolt.com. Восени 2008 року, в інтерв'ю афроамериканському журналу Jet, Тоні Брекстон підтвердила, що підписала новий контракт з лейблом Atlantic Records і дійсно записує новий альбом, який заплановано випустити в наступному році. На прес-конференції в липні 2009 року Брекстон заявила, що дата виходу нового альбому призначена на листопад того ж року, але пізніше стало відомо, що вона знову змінено. Як повідомлялося в офіційному прес-релізі Atlantic Records, альбом повинен був побачити світло 2 лютого 2010 року, але пізніше дата випуску було знову перенесено — на весну 2010 року.

## 2010-ті

### «Pulse»
Сьомий студійний альбом співачки вийшов 4 травня 2010 року під назвою «Pulse» у форматах CD і digital download на Atlantic Records. Альбом дебютував на 9-му місці в чарті Billboard 200, на 1-му місці в чарті Billboard R&B/Hip-Hop Albums і на 12-му місці в чарті Billboard Digital Albums.
Першим синглом з альбому стала пісня «Yesterday», прем'єра якої відбулася 11 вересня 2009 року на сайті журналу «Essence», а комерційний випуск — 3 травня 2010 року. Сингл добрався до 12-го місця в чарті Billboard Hot R&B/Hip-Hop Songs.
29 січня 2010 року на офіційному сайті Брекстон були опубліковані ще дві пісні з майбутнього альбому — «Hands Tied» і «Make My Heart». Відеокліпи для обох пісень знімав режисер Біллі Вудраф, перш знімав відео для її хітів «Un-Break My Heart» (1996) і «He wasn't Man Enough» (2000). Прем'єра кліпів відбулася в середині квітня.
Сингл «Make My Heart» досяг 29-й позиції в чарті Hot R&B/Hip-Hop Songs. Сингл «Hands Tied» досяг 31-го місця в тому ж чарті.
Прем'єра чергової пісні з альбому, «Woman», що відбулася 28 червня 2010 року на сайті Yahoo Music. Відео являє собою «живе» виконання пісні.

### Друге банкрутство
На початку жовтня 2010 року Тоні Брекстон заявила, що знову подає документи про банкрутство. Перший раз вона робила це в 1998 році. Брекстон заявила, що вона володіє не більше 10 мільйонами доларів, в той час як її борги можуть дійти до 50 мільйонів.

### Запис нового альбому і «I Heart You»
У лютому 2012 року Тоні Брекстон підтвердила інформацію про те, що вона працює над новим студійним альбомом і про те, що продюсером альбому буде Ел Ей Рейд. Прем'єра нового синглу «I Heart You» з очікуваного альбому відбулася 9 березня.

## Акторська кар'єра

### Бродвей
Тоні Брекстон планує повернутися на бродвейські підмостки з мюзиклом «Чикаго».

### Кіно
У 2001 році Брекстон дебютувала на великому екрані з невеликою роллю в комедії «На тому світі».
У 2004 році Брекстон озвучила співаючий персонаж на ім'я Тоні в спеціальному епізоді для DVD-релізу американського шоу для дітей «Blue's Clues».
У серпні 2005 року Брекстон оголосила про те, що вона повинна була зніматися в пілотної серії сіткому для осіннього сезону каналу «The WB». Але ці плани провалилися, оскільки канал перестав існувати восени 2006 року у зв'язку з реорганізацією.
Брекстон також знялася в сіткомі «Кевін Хілл».
Брекстон знялася у фільмі «The Oogieloves in the Big Balloon Adventure». Прототипом її героїні, співачки Розалі Роузбад, стала Мерайя Кері.

## Особисте життя
У 2001—2013 роках Тоні була одружена з музикантом Кері Льюїсом. У колишнього подружжя два сини — Денім Кай Брекстон-Льюїс (нар.02.12.2001) і Дизель Кай Брекстон-Льюїс (нар.31.03.2003). З 2016 року одружена з репером Birdman.
На концерті у готелі Flamingo в Лас-Вегасі в жовтні 2006 року Брекстон розридалася, кажучи про те, що її молодшому синові Дизелю нещодавно діагностували аутизм. Брекстон звинуватила лікаря в тому, що хвороба не була розпізнана раніше, інакше дитині можна було надати велику допомогу.

### Здоров'я
У серпні 2007 року в ЗМІ з'явилися чутки про те, що у Брекстон рак грудей. Сама Брекстон заявила, що ці чутки неправдиві та її здоров'я в прекрасному стані. У 2008 році повідомлялося, що Брекстон видалили доброякісну пухлину.
8 квітня 2008 року, за чотири місяці до завершення свого шоу в Лас-Вегасі, Брекстон була ненадовго госпіталізована. Наступні виступи були скасовані. Пізніше, вже на шоу Dancing with the Stars, співачка повідомила, що у неї капіляропатія.
У листопаді 2010 року Брекстон повідомила, що страждає на вовчак.
Зараз Тоні Брекстон є представницею організації з проблем аутизму — Autism Speaks, а також благодійної організації з проблем зниження ризику серцевих захворювань — American Heart Association.

## Дискографія

### Альбоми

#### Збірки
- 2003: Ultimate Toni Braxton
- 2004: Artist Collection: Toni Braxton
- 2004: Platinum & Gold
- 2005: Un-Break My Heart: The Remix Collection
- 2005: Breathe Again: Toni Braxton at Her Best
- 2007: The Essential Toni Braxton
- 2008: Playlist: The Very Best of Toni Braxton
- 2010: Essential Mixes

#### Бокс-сети
- 2006: The Collection (включає альбоми Secrets, The Heat і More Than a Woman)
- 2011: Secrets/More Than a Woman

### Відеоальбоми
- 1994: Toni Braxton: The Hit Video Collection (компіляція; VHS, DVD)
- 2000: He wasn't Man Enough (DVD-сингл)
- 2000: Just Be a Man About It (DVD-сингл)
- 2001: From Toni with Love… The Video Collection (компіляція; DVD)

## Турне
- 1997: Secrets Tour
- 2006: Libra Tour

## Нагороди
Протягом всієї своєї кар'єри Тоні Брекстон була номінована та нагороджена багатьма престижними американськими та міжнародними нагородами, серед яких 7 нагород American Music Awards, 5 нагород Billboard Music Awards, 7 Греммі, 1 нагорода NAACP Image Awards, 4 нагороди Soul Train Music Awards та ін.

## Фільмографія
| Рік       |    | Українська назва                  | Оригінальна назва                           | Роль            |
| --------- | -- | --------------------------------- | ------------------------------------------- | --------------- |
| 1994      | с  |                                   | Roc                                         | сама себе       |
| 2000      | с  | Шалене телебачення                | Mad TV                                      | сама себе       |
| 2001      | ф  | На тому світі                     | Kingdom Come                                | Хуаніта Слокумб |
| 2002      | тф |                                   | Play'd: A Hip Hop Story                     | Шонда           |
| 2004      | с  | Розумний пес Блю                  | Blue's Clues                                | сама себе       |
| 2005      | с  | Кевін Гілл                        | Kevin Hill                                  | Террі Нокс      |
| 2011—2024 | с  | Сімейний цінності сім'ї Брекстон  | Braxton Family Values                       | сама себе       |
| 2012      | ф  | Велика пригода на повітряній кулі | The Oogieloves in the Big Balloon Adventure | Розалі Роузбуд  |
| 2013      | тф |                                   | Twist of Faith                              | Ніна Джонс      |
| 2016      | тф |                                   | Toni Braxton: Unbreak My Heart              | сама себе       |
| 2018      | тф | Віра під прицілом                 | Faith Under Fire: The Antoinette Tuff Story | Антуанетта Туфф |
| 2018      | тф | Щодня – Різдво                    | Every Day Is Christmas                      | Алексіс Тейлор  |
| 2021      | с  | Співак у масці                    | The Masked Singer                           | сама себе       |
| 2022      | тф |                                   | Fallen Angels Murder Club                   | Голліс Морган   |
| 2024      | с  | Сусідство                         | The Neighborhood                            | сама себе       |